# Szent Mihály és Gábriel arkangyalok fatemplom (Kisdebrek)
A kisdebreki Szent Mihály és Gábriel arkangyalok fatemplom műemlékké nyilvánított épület Romániában, Beszterce-Naszód megyében. A romániai műemlékek jegyzékében a  BN-II-m-A-01647 sorszámon szerepel.